# Mariano Blazquez de Villacampa
Mariano Blazquez de Villacampa (Madrid, 1854 - […?]), fou un compositor espanyol.
Estudià a l'Escola Nacional de Música i Declamació on va aconseguir el primer premi de composició el 1875.
Va publicar: Las ciencias (marxa), Esperanza (simfonia), Vexilla Regis (cor), i el tractat Manual de Música (Madrid, 1879).